# Pixel (第1世代)
Pixelは、アメリカのGoogleによって開発されたスマートフォンである。2016年10月4日のプレスイベントで発表され、10月20日に発売された。

## 概要

### ハードウェア
Pixelのボディは、高級感を出すためにアルミニウム素材で構成されている。バックパネルにはカメラと指紋センサーが搭載されており、強化ガラスで保護されている。充電とデータやり取りを行うUSBは3.0のUSB Type-Cコネクタが装備されている。
両モデルともSnapdragon 821のCPUと、4GBのRAMが搭載されている。
無印とXLで区別されているのは、画面サイズとバッテリー容量である。無印は5インチの1080p、XLは5.5インチの1440pディスプレイに加え、20パーセント以上の大容量バッテリーを備えている。

### ソフトウェア
OSはAndroid 7.1 Nougatを標準搭載しており、2019年現在10.0までアップデートできる。人工知能のGoogle アシスタントが搭載され、より賢い自然言語処理や検索が可能になった。アップデートはNexusと同様にGoogleから直接配信されており、2019年10月までのセキュリティアップデート保証プログラムが適用される。
写真をクラウドで管理できるGoogle フォトでは、Pixel端末限定で写真をフル解像度で容量無制限バックアップできる権利が付与されている。